# أندرو جي. هيكي
أندرو جي. هيكي هو محامي وسياسي أمريكي، ولد في 27 أغسطس 1872، وتوفي في 20 أغسطس 1942 في بوفالو في الولايات المتحدة. نشط حزبياً في الحزب الجمهوري. وقد انتخب عضو مجلس النواب الأمريكي ‏.